# Парфений I (патриарх Александрийский)
Патриарх Парфений I (греч. Πατριάρχης Παρθένιος Α; в миру Полихро́ний; ум. 30 июня 1688, Смирна) — патриарх Александрийский (1678 — 30 июня 1688).
Был митрополитом Назарета с именем Прохор. После ухода на покой прежнего Патриарха Александрийского Паисия, он был избран Патриархом и получил имя Пафений.
Бо́льшую часть своего Патриаршества провёл вне Египта, собирая средства для своей Церкви. Он побывал в Молдавии и Валахии. В 1682 году он по просьбе царя Феодора Алексеевича дал согласие на прощение Патриарха Никона.
Погиб 30 июня 1688 в Смирне во время сильного землетрясения, будучи погребённым под развалинами дома.